# 威廉·戈德曼
威廉·戈德曼（英語：William Goldman，1931年8月12日—2018年11月16日）是一位美国小说作者、剧作者和影视编剧。他在1950年代以写小说成名，之后转向电影剧本创作。戈德曼两次因剧本赢得奥斯卡金像奖，第一次是西部片《虎豹小霸王》（1969），第二次是政治惊悚片《驚天大陰謀》（1976）。两部电影都有罗伯特·雷德福参与主演。